# Kangerluarsorujuk
Kangerluarsorujuk [kaˌŋɜɬːuˈɑsːɔʁujuk] (nach alter Rechtschreibung Kangerdluarssorujuk) ist eine grönländische Schäfersiedlung im Distrikt Qaqortoq in der Kommune Kujalleq.

## Lage
Kangerluarsorujuk liegt an der Nordküste eines gleichnamigen Fjords 2,0 km westlich der Schäfersiedlung Kangerluarsorujuup Qinngua. Der nächste größere Ort ist Eqalugaarsuit 19 km südwestlich.

## Geschichte
Kangerluarsorujuk wurde 1966 gegründet, als zwei außerhalb Grönlands geborene Personen mit rund 500 Schafen sich dort niederließen.

## Bevölkerungsentwicklung
Bis 1989 ist die Einwohnerzahl von Kangerluarsorujuk auf elf Personen angestiegen, liegt heute jedoch nur noch bei zwei bis drei Einwohnern. Einwohnerzahlen der Schäfersiedlungen sind letztmals für 2013 bekannt. Kangerluarsorujuk wird statistisch unter „Farmen bei Eqalugaarsuit“ geführt.